# 무궁화 꽃이 피었습니다 (소설)
《무궁화 꽃이 피었습니다》는 김진명이 1993년에 쓴 소설이다. 후에 영화 《무궁화 꽃이 피었습니다》로도 만들어졌다.

## 소설
김진명의 1993년 소설 《무궁화 꽃이  피었습니다》와 이를 바탕으로 한 영화에는 제4공화국 시절 대한민국을 위해 핵무기 개발을 하다 강대국의 공작에 의해 죽은 물리학자 이용후가 등장하는데, 김진명은 소설 속 이용후는 이휘소를 모델로 한 인물이며, 이휘소에 관한 이야기는 공석하의 소설《핵물리학자 이휘소》를 바탕으로 했다고 밝혔다. 이 책은 300만 부 이상이 팔려나가 베스트 셀러가 되었다.

### 비판
그러나 실제 이휘소는 핵개발과 박정희 독재 정권을 강하게 비판하는 입장이었다. 오히려 한국의 입자물리학 대학원 교육을 준비하고 KAIST 교수로 부임하는 것까지 긍정적으로 검토하다가, 유신체제에 반대하여 모든 계획을 취소했던 적도 있다. 이휘소는 1971년 여름에 당시 한국과학기술원 부원장 정근모 박사와 함께 한국에서 물리학 하계대학원(Summer School, 일본식 표현으로는 夏の学校(여름 학교))을 정기적으로 개최하는 사업을 적극 추진하고 있었다. 이러한 제도는 이미 유럽이나 미국에서 활발히 진행되고 있었다. 그러나 이휘소는 한국에서 독재체제가 강화되는 것을 보고 1972년 초 정근모에게 다음과 같은 서신을 보냈다.
| “ | .....위수령 발동, 학생운동 탄압 등 최근 한국에서 일어나고 있는 일련의 사태로 우리가 추진중인 하계대학원 사업을 재고하게 됩니다.....하계대학원의 책임을 맡게 된다면 내가 한국의 현정권과 그 억압정책을 지지하는 것으로 비쳐질까 걱정이 됩니다. 참으로 난처한 입장입니다. 한편으로는 한국의 과학 발전을 위하여 조그만 도움이라도 되고 싶지만, 다른 한편으로는 민주주의의 원칙을 무시하는 이러한 처사들에 실망되어 반대의사를 분명히 밝히고 싶습니다. 그러므로 한국정부에서 이에 관한 초청이 오더라도 수락하지 않을 결심입니다. 어떻게 생각하실지 모르겠지만 한국국민의 장래를 걱정하는 한 사람으로서 택할 수 있는 유일한 길입니다..... | ” |

이휘소의 유족들은 소설가 공석하와 김진명을 상대로 이휘소와 본인들에 대한 명예훼손과 인격권 · 프라이버시 침해로 고소했다. 해당 재판에서 법원은, "소설 이휘소" 및 소설 "무궁화꽃이 피었습니다"가 문제된 사안에서, "이휘소는 뛰어난 물리학자로서 우리 나라 국민들에게 많은 귀감이 될 수 있는 사람으로서 공적 인물이 되었다 할 것인데, 이러한 경우 이휘소와 유족들은 그들의 생활상이 공표되는 것을 어느 정도 수인하여야 할 것이므로 유족들의 인격권 또는 프라이버시가 침해되었다고 볼 수 없다"고 판결하였다.
이후 소설가 공석하는 KBS와의 인터뷰에서 "사실 그 소설은 20퍼센트 정도가 픽션이다. 그가 한국의 핵 개발에 관련해서 한 일이나 박정희 대통령을 만났다거나 박정희 전 대통령이 핵 개발 초청을 위해 이휘소에게 썼다는 편지의 내용이 그 20퍼센트의 픽션이다. 나는 소설 속에서 일본과 한국과 주변 몇 국가에 있었던 소문을 픽션화 시켰으며 진실은 알 수 없다고 했었다."라고 인정하였다. 그러나 그는 "모두 픽션이지만, 이휘소가 박정희 전 대통령에게서 어떤 편지를 받은 것은 사실이며 왜냐하면 이것은 (고) 박순희 여사(이휘소의 생모, 2000년 작고)에게 들었기 때문이다. 하지만 언젠가 보문동에서 대저동으로 이사를 갈 때 가장 중요한 박스 하나를 분실했는데 그 속에 그 편지가 들어있었다고 하며, 고 박순희 여사는 후일 나에게 그 편지 내용에 대해 구술하였고, 나는 그 내용을 토대로 그 편지를 각색하였다. 원문은 아니지만 내용은 같다"고 여전히 주장하고 있다.
이에 대해 이휘소의 남동생 이철웅 내외는 KBS와의 인터뷰에서 "그 당시 30년 동안 집에서 이사를 간 적이 없고, 한 군데에서만 살았다. 공석하의 주장은 사실과 다르다. 또한 그런 내용의 편지(이휘소의 한국 핵개발 협력이 전부 픽션이라고 인정한 후에도, 공석하가 여전히 주장하고 있는 박정희 대통령의 친서)는 존재하지 않았던 것으로 알고 있으며, 따라서 분실한 일도 없다." 라고 반박하였다.
KBS는 마리안 리 여사(이휘소의 부인)의 녹취록을 공개했는데, 리 여사는"우리는 아주 가까운 사이였으며 비밀이 없었다. 남편이 특히 한국에 가고 싶어 한다거나 하는 기색 같은 것은 전혀 없었다. 우리는 평범하고 행복하게 잘 살고 있었다. (이런 소설들이 한국인들에게 심어준 잘못된 인식 때문에) 나는 남편의 명예가 명백하게 훼손되고 있다고 생각한다. 내 생각에 한국인들은 아주 명석해서 그런 '쓰레기 같은' 이야기를 믿을 리가 없다. 말도 안되는 이야기를 만들어 내는 것은 옳지 않다고 생각한다"고 토로하고 있다.
공석하는 핵개발 의혹을 전국적으로 부각시킨 것에 관해 "픽션이 개입되어 있을지라도 독자들에게 정말로 읽게 하고 싶었다. 순수한 과학자로서만 그 사람을 작품화 시켰을 때는 대중화가 힘들다. 또, 과학이라는 것은 우리나라 국민 인식이 상당히 어렵다. 일단은 이휘소라는 사람은 이런 일을 했다는 전제를 깔아놓고 20퍼센트는 픽션화 시키지 않으면 소설로서는 성공할 수 없다"고 해명하였다.
이철웅은 이에 "거짓을 바탕으로 한 명예의 고양을 고양이라고 할 수가 있느냐는 게 우리 가족들의 입장이다. 명예가 고양되었다고 하면, 이것은 반드시 사실에 근거해야 한다. 만약 명예훼손이 될 만한 사실이 있었다면 차라리 훼손이 낫지, 이런 식으로 잘못된 근거, 거짓에 의해서 명예가 고양이 되는 것은 용납이 안 된다는 것이다"고 말하였다.
또한, 수 명의 물리학자들은 KBS와의 인터뷰에서 "핵무기에 대한 정보는 당시로서도, '한 사람의 이론 물리학자가 목숨을 걸고 정보를 빼내올 만큼의 극비 정보'가 있었던 것은 아니었다. 핵 무기의 제작 원리는 당시로서는 그렇게 큰 비밀도 아니었다. 문제라고 한다면 이론적인 문제가 아니라, 여러 번의 시행착오를 거쳐 쌓이는 기술적인 경험의 문제일 뿐이었다." 라고 진술하였다.